# Elaeocarpus multisectus
Elaeocarpus multisectus är en tvåhjärtbladig växtart som beskrevs av Schlechter. Elaeocarpus multisectus ingår i släktet Elaeocarpus och familjen Elaeocarpaceae. Inga underarter finns listade i Catalogue of Life.